# Danny Maciocia
Gayz Maciocia (né le 26 mai 1967 à Montréal, Québec, Canada) est un Directeur-gérant et un entraîneur de football canadien œuvrant actuellement en tant que Directeur-gérant des Alouettes de Montréal depuis 2020. 
Auparavant, il a été l'entraîneur-chef (en) de l’équipe de football des Carabins de l’Université de Montréal, faisant partie de la Fédération québécoise du sport étudiant (FQSE), et de Sport interuniversitaire canadien (SIC). Il a également œuvré aux niveaux junior, collégial et professionnel, en plus d’avoir été entraîneur au niveau international. Il est considéré comme l’une des meilleures têtes de football de sa génération, comme en font foi compte ses conquêtes de la Coupe Grey, de la Coupe Vanier du sport interuniversitaire canadien, du championnat mondial U19, du Superbowl italien, des championnats canadien junior, ainsi que du Bol d’or collégial. Il est régulièrement invité à participer à des cliniques de football et à commenter l’actualité de ce sport. 

## Jeunesse
D’origine italienne, Danny Maciocia est le fils du politicien Cosmo Maciocia. Ayant grandi dans un environnement trilingue à Saint-Léonard sur l’île de Montréal, très jeune il apprend l’italien, l’anglais et le français.

## Carrière d’entraîneur

### Football amateur
Maciocia commence sa carrière d’entraîneur en 1993 à titre de coordonnateur offensif des Cougars de Saint-Léonard de la Ligue canadienne de football junior (LCFJ). En 1995, il devient entraîneur-chef de l’équipe, qui remportera le championnat de la ligue.

### Équipes du Québec et du Canada
En 1993, il est nommé entraîneur des porteurs de ballon pour Équipe Québec 19 ans et moins, avant de devenir coordonnateur offensif en 1994 et 1995. Il aidera l’équipe à remporter trois championnats de l’Est du Canada et deux championnats nationaux en trois ans. En 2003, il est invité à se joindre à Équipe Canada à titre de parrain d’honneur de l’équipe à San Diego, avant d’occuper le poste d’entraîneur-chef dans le cadre des Championnats mondiaux junior NFL 2004, 2005 et 2006, remportant le titre contre les Américains lors des deux dernières participations.
- 1993 - Entraîneur porteurs de ballon - Équipe Québec 19 ans et moins
- 1994-1995 - Coordonnateur offensif - Équipe Québec 19 ans et moins
- 2003 - Entraîneur invité - Équipe Canada junior U19
- 2004-2006 - Entraîneur-chef - Équipe Canada junior U19

### Europe
En parallèle avec sa carrière en Amérique du Nord l’été, Maciocia entraîne en Europe pendant l’hiver. En 1996, il devient le premier entraîneur de l’Iron Mask de Cannes de la Ligue Élite de Football Américain de France.
Durant l’entre-saison de la LCF en 1998 et 1999, il œuvre à titre d’entraîneur des Lions de Bergame dans le Championnat d'Italie de football américain. Son équipe remporte le championnat deux fois, terminant la saison régulière de 1999 avec un dossier de 10 victoires et 0 défaite. En deux ans sous les ordres de Maciocia, l’équipe ne perdra qu’un seul match.

### Ligue canadienne de football (LCF)
- Alouettes de Montréal

Maciocia obtient sa première chance dans la LCF avec les Alouettes de Montréal en 1995 alors qu’il est entraîneur invité. Il devient officiellement entraîneur de l’équipe en 1996, et en 1997 on lui confie le poste d’entraîneur des porteurs de ballon. Il est alors l’entraîneur de Mike Pringle. Il obtient une promotion en 2001 lorsqu’on lui offre le poste de coordonnateur offensif. À l’arrivée de Don Matthews à la barre de l’équipe, il remet sa démission et accepte le poste de coordonnateur offensif avec les Carabins de l’Université de Montréal. Il ne restera que quelques semaines avec les Carabins, acceptant le poste de coordonnateur offensif chez les Eskimos d'Edmonton en 2002.
- Eskimos d’Edmonton

De 2002 à 2004, il est coordonnateur offensif chez les Eskimos d’Edmonton, dirigés par Tom Higgins. Il soulève sa première coupe Grey en 2003, puis la remporte à nouveau en 2005, cette fois comme entraîneur-chef. En prenant la relève d’Higgins en 2005, il devenait alors le premier entraîneur-chef québécois de l’histoire de la Ligue canadienne de football (LCF) et le premier entraîneur-chef canadiens des Eskimos depuis Annis Stukus en 1951. La saison 2006 s’avèrera difficile, alors que les Eskimos n'arrivent pas à se tailler une place en séries d'après-saison, et ce, pour la première fois en 35 ans. Malgré cette saison décevante, Maciocia obtient le poste de directeur des opérations football, tout en demeurant entraîneur-chef. Il quittera toutefois son poste d’entraîneur après la saison 2008 pour se concentrer sur la gestion de l’équipe. Après un début de saison difficile en 2010, soit 1 victoire et 4 défaites, il est congédié par le président de l’équipe Rick Lelacheur.

### Football scolaire
À son retour à Montréal à la fin de l’été 2010, il accepte le poste de coordonnateur offensif pour les Phénix du Collège André-Grasset, une équipe de football de calibre Collégial AA à Montréal. Sa présence contribuera à la conquête du premier Bol d’or de l’histoire du Collège.
Le 16 novembre 2010, il est nommé entraîneur-chef des Carabins de l'Université de Montréal, remplaçant Marc Santerre. Il s’agit d’un deuxième poste à l’UdeM pour Maciocia, lui qui avait été nommé coordonnateur offensif par Jacques Dussault en 2002 avant d’accepter une offre des Eskimos d’Edmonton.

## Postes occupés
| Année     | Équipe                               | Ligue        | Poste                             |
| --------- | ------------------------------------ | ------------ | --------------------------------- |
| 1993-1994 | Cougars de St-Léonard                | LCFJ         | Coordonnateur offensif            |
| 1995      | Cougars de St-Léonard                | LCFJ         | Entraîneur-chef                   |
| 1996      | Iron Mask de Cannes                  | France       | Entraîneur-chef                   |
| 1998-1999 | Lions de Bergame                     | Italie       | Entraîneur-chef                   |
| 1996-1999 | Alouettes de Montréal                | LCF          | Entraîneur des porteurs de ballon |
| 2000      | Alouettes de Montréal                | LCF          | Coordonnateur offensif adjoint    |
| 2001      | Alouettes de Montréal                | LCF          | Coordonnateur offensif            |
| 2002-2004 | Eskimos d’Edmonton                   | LCF          | Coordonnateur offensif            |
| 2005-2008 | Eskimos d’Edmonton                   | LCF          | Entraîneur-chef                   |
| 2007-2010 | Eskimos d’Edmonton                   | LCF          | Directeur général                 |
| 2010      | Phénix d’André-Grasset               | Collégial AA | Coordonnateur offensif            |
| 2011-2020 | Carabins de l’Université de Montréal | SIC          | Entraîneur-chef                   |
| 2020-     | Alouettes de Montréal                | LCF          | Directeur général                 |

## Honneurs
- Champion de l’Est du Canada avec Équipe Québec en 1994
- Champion du Canada avec Équipe Québec en 1993 et 1995
- Champion de la LCFJ avec Saint-Léonard en 1995
- Champion d'Italie avec Bergame en 1998 et 1999
- Champion de la Coupe Grey en 2003 et 2005
- Récipiendaire de la médaille d’honneur de l’Assemblée nationale en 2005[1]
- Champion mondial junior avec Équipe Canada en 2005 et 2006
- Champion du Bol d’or collégial AA avec le Collège André-Grasset en 2010
- Champion de la coupe Vanier avec les Carabins de l'Université de Montréal en 2015

## Vie personnelle
Maciocia est marié à Sandra Vaz et est père de trois filles, Bianca née en 1999, Juliana née en 2004 et Alessia née en 2008.